# San Pedro de Turrubares
San Pedro es un distrito del cantón de Turrubares, en la provincia de San José, de Costa Rica.

## Toponimia
El nombre del distrito proviene en honor al apóstol Simón Pedro, patrono del distrito de San Pedro y de la Iglesia de San Pedro Apóstol, localizada en el centro del distrito.

## Ubicación
El distrito limita al norte con el distrito de San Pablo, al oeste con el distrito de San Juan de Mata, al sur con el distrito de San Luis y al este con el cantón de Puriscal.

## Geografía
San Pedro cuenta con un área de 39,2 km² y una altitud media de 326 m s. n. m.

## Demografía
Para el año 2022, San Pedro cuenta con una población estimada de 806 habitantes, y para el último censo efectuado, en 2011, San Pedro contaba con una población de 646 habitantes.

## Localidades
- Barrios: Manantiales, Quintas Posada del Sol, San Pedro (centro del distrito)
- Poblados: Alto Limón, Florecilla, La Hisopa, Limón, Palmar, Pita Villa Colina.

## Cultura

### Educación
Ubicadas propiamente en el distrito de San Pedro se encuentran los siguientes centros educativos:
- Escuela de La Pita
- Escuela Dr. Clodomiro Picado Wright

## Transporte

### Carreteras
Al distrito lo atraviesan las siguientes rutas nacionales de carretera:
- Ruta nacional 137
- Ruta nacional 319

## Concejo de distrito
El concejo de distrito de San Pedro vigila la actividad municipal y colabora con los respectivos distritos de su cantón. También está llamado a canalizar las necesidades y los intereses del distrito, por medio de la presentación de proyectos específicos ante el Concejo Municipal. El presidente del concejo del distrito es el síndico propietario del partido Unidad Social Cristiana, Mario Campos Brenes.
El concejo del distrito se integra por:
| #                       | Partido                         | Nombre                           |
| Síndico propietario     | Síndico propietario             | Síndico propietario              |
| ----------------------- | ------------------------------- | -------------------------------- |
| 1                       | Partido Unidad Social Cristiana | Mario Campos Brenes              |
| Síndico suplente        |                                 |                                  |
| 2                       | Partido Unidad Social Cristiana | Clara González Vargas            |
| Concejales propietarios |                                 |                                  |
| 3                       | Partido Unidad Social Cristiana | Lucrecia González Salazar        |
| 4                       | Partido Unidad Social Cristiana | Eric Antonio Espinoza Calderón   |
| 5                       | Partido Liberación Nacional     | Tatiana Agüero Aguilar           |
| 6                       | Partido Nueva Generación        | Pablo César Mejía Arias          |
| Concejales suplentes    |                                 |                                  |
| 7                       | Partido Unidad Social Cristiana | Evelyn del Carmen Arias Espinoza |
| 8                       | Partido Unidad Social Cristiana | Luis Manuel Arias Valverde       |
| 9                       | Partido Liberación Nacional     | Ronald Antonio Valverde Arias    |
| 10                      | Partido Nueva Generación        | Lilliana Isabel Quesada Rugama   |